# Theodoor Galle

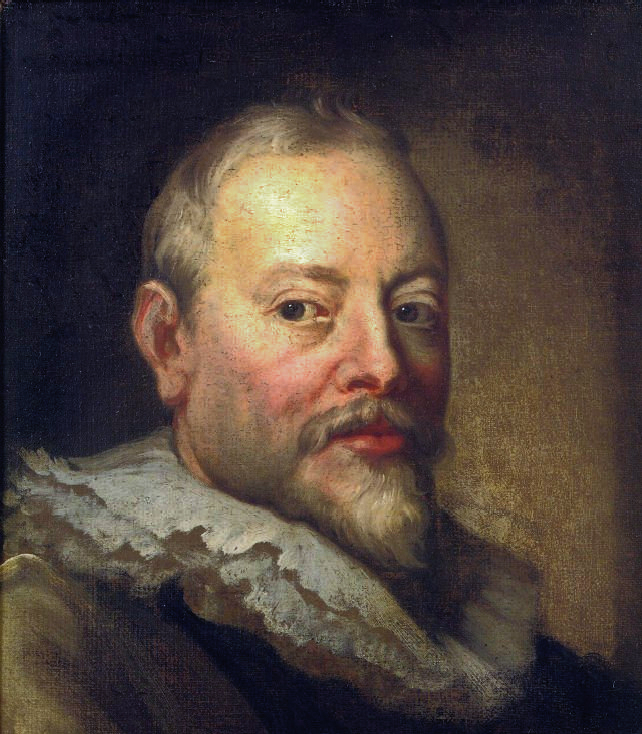
Theodoor Galle

Theodoor Galle (Antwerpen, 1570/71 - Antwerpen, 1633) was een Vlaams graveur en drukker.

## Biografie
Theodoor's vader, Filips Galle, stichtte een succesvol drukkerij- en graveerbedrijf genaamd 'De Witte Lelie', dat zijn oudste zoon Theodoor overnam na zijn dood in 1612. In 1596 werd hij toegelaten tot de Antwerpse Sint-Lucasgilde. Met zijn broer Cornelis reisde hij 1596 naar Italië. Door zijn huwelijk met Catherina Moerentorf, de dochter van Jan Moretus, werd het familiebedrijf verbonden aan de Officina Plantiniana. Ook Rubens gaf hen opdrachten voor gravures, te beginnen met illustraties voor het Electorum Libri II in 1608. Hij publiceerde ook een aantal etsen van Hendrick van Cleve III. Toen in 1615 Theodoor het te druk kreeg om deze gravures zelf uit te voeren, nam zijn broer Cornelis Galle I de rol van bijna-exclusieve graveur van boekillustraties van Rubens over. Theodoor Galle stierf in 1633 te Antwerpen.

## Galerij

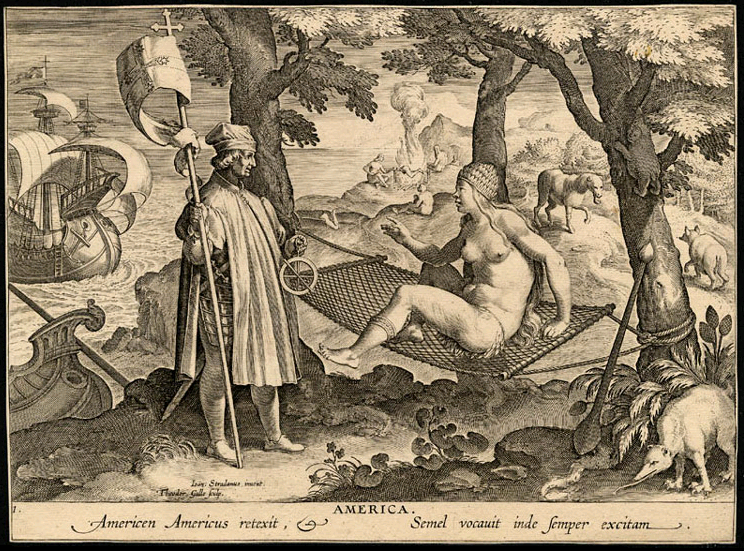
De hangmat als icoon van America, gravure van naar Stradanus, ca 1630.
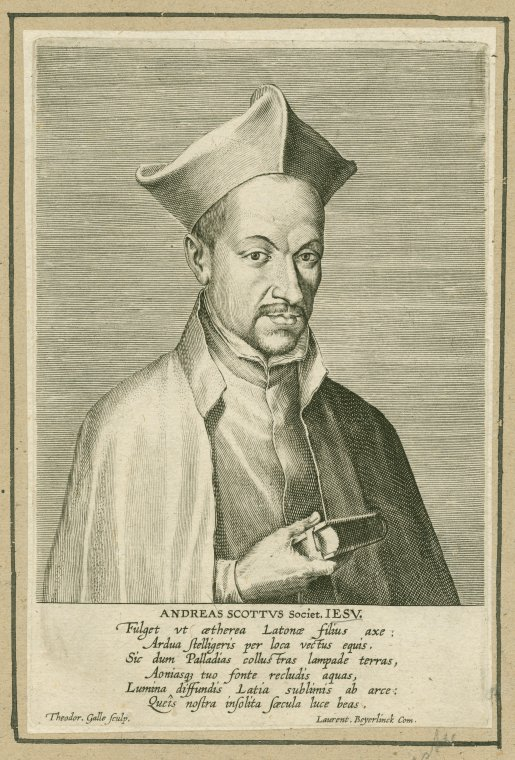
Andreas Scottus, jezuïet en latinist
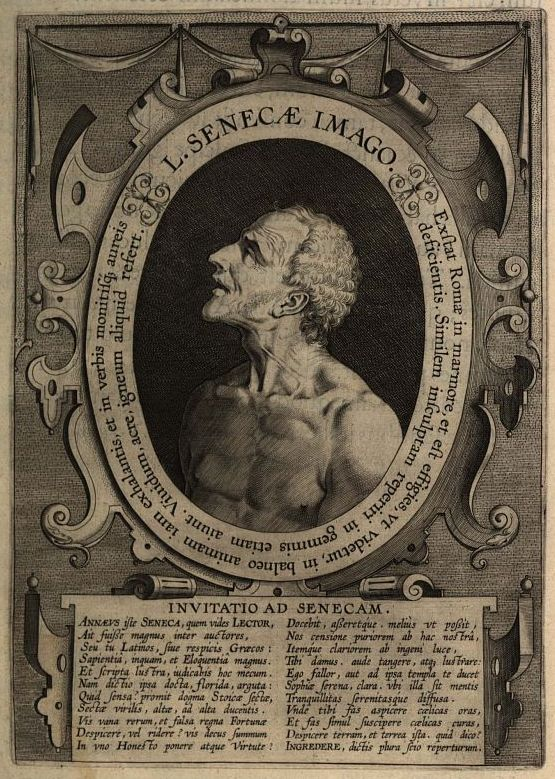
Portret van Seneca de jongere door Theodore Galle in: Opera, qvæ exstant omnia (1605), gevonden in: Universiteitsbibliotheek Gent - Boekentoren Acc.013330

- Auckland Art Gallery Toi o Tāmaki: 1926
- Art Gallery of South Australia: 13275
- Bibsys: 9053060
- Biblioteca Nacional de España: XX829532
- Bibliothèque nationale de France: cb14974375d (data)
- Biografisch Portaal: 08826013
- Stuttgart Database of Scientific Illustrators 1450–1950: 1499
- Gemeinsame Normdatei: 11912081X
- International Standard Name Identifier: 0000 0001 2025 7485
- KulturNav: bdcc88d2-69e1-4488-9689-b1c3711b79ce
- Library of Congress Control Number: no99065599
- National Gallery of Victoria: 3709
- Nationale Bibliotheek van Tsjechië: ola2010575458
- Nationale Bibliotheek van Israël: 987007294112605171
- Nationale Bibliotheek van Polen: a0000002185196
- Nederlandse Thesaurus van Auteursnamen: 071206272
- RKD-Nederlands Instituut voor Kunstgeschiedenis: 30046
- Istituto Centrale per il Catalogo Unico: BVEV086780
- LIBRIS: 347066
- Système universitaire de documentation: 096394781
- Union List of Artist Names: 500027828
- Virtual International Authority File: 51953651
- WorldCat: E39PBJvt6CjKygqWqm3rWdFkDq